# Mittenothamnium nano-operculatum
Mittenothamnium nano-operculatum là một loài Rêu trong họ Hypnaceae. Loài này được (Thér.) W. Schultze-Motel mô tả khoa học đầu tiên năm 1973.